# Osvaldo Mura

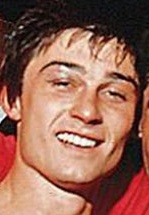
Mura em 1965

Osvaldo Luis Mura (Sarandí, 14 de março de 1942) é um ex-futebolista argentino.[carece de fontes?]
É um dos maiores ídolos da história do Independiente, onde jogou 151 partidas entre 1962 e 1968. Veloz e ágil, foi fundamental na conquista das duas primeiras Libertadores do clube, que foram também as primeiras de uma equipe argentina. Foi decisivo especialmente na segunda delas, frente ao favorito Peñarol, que precisou ser decidida no neutro Chile após uma vitória para cada um. Mura, liquidou a partida ao decretar 4 x 1 no placar, em lindo gol onde passou por quatro aurinegros antes de driblar o goleiro Ladislao Mazurkiewicz e concluir para as redes antes que um zagueiro adversário conseguisse bloquear a trajetória da bola, em um dos raros tentos que marcou, pois era volante.
Deixou o clube após seu segundo título argentino, em 1967 (já havia sido campeão também em 1963), indo jogar no pequeno Atlanta como parte do pagamento por Miguel Ángel Santoro.